# Fischiatore
Un fischiatore professionista o semplicemente fischiatore è un musicista che utilizza come strumento il proprio fischio. Si pone a metà tra un cantante (per la produzione del suono) e un suonatore di strumenti a fiato (per la tipologia di suono).
Tra le musiche fischiate moderne che sono più conosciute a livello popolare ci sono alcune musiche da film di Ennio Morricone.
La tecnica musicale era diffusa soprattutto in Germania nell'800. In Italia esiste quello che probabilmente è l'unico corso di il fischio europeo, presso la Scuola di Musica G. Bonamici di Pisa, tenuto dal polistrumentista Tommaso Novi, fra i leader del gruppo "i Gatti Mézzi". Esistono composizioni musicali medievali che prevedono la partecipazione di fino a 3 fischiatori.

## Tecnica
Il fischio con le labbra strette è la tecnica di uso più comune nella musica occidentale. Tipicamente la punta della lingua è abbassata dietro i denti inferiori, ed il suono alterato modificando la posizione della lingua. In particolare il punto in cui il corpo della lingua si avvicina al palato varia dalle vicinanze dell'ugola (note gravi) fino alla cresta alveolare (note acute).
Sebbene variando la stretta delle labbra si possa modulare il tono del fischio, i fischiatori esperti in genere variano solo pochissimo le labbra, in quanto ciò influisce sulla purezza del suono.
Al contrario, molti esperti fischiatori palatali alterano molto la posizione delle labbra per assicurare una buona qualità del tono.
I gondolieri veneziani sono famosi per l'abilità di muovere le labbra durante il fischio come se stessero cantando.

## Fischiatori
Tra i noti fischiatori il più noto è probabilmente Alessandro Alessandroni (detto "fischio"), che ha reso indimenticabili le melodie di vari spaghetti western e che iniziò quasi per caso quando, alla fine di una sessione di registrazione dell'orchestra diretta da Nino Rota, quest'ultimo chiese se qualcuno dei musicisti sapesse fischiare. Tra gli altri, si ricordano Rosita Serrano, Daisy Lumini, Hacki Tamás, Geert Chatrou, vero virtuoso del genere (ha vinto i campionati mondiali per fischiatori).  
Molti esecutori negli ambienti del Music-hall e Vaudeville erano fischiatori professionisti, tra i quali i più noti erano Ronnie Ronalde and Fred Lowery.